# El Caramelo-Villa del Plata
Se denomina El Caramelo - Villa del Plata a la aglomeración urbana que se extiende entre las localidades argentinas de El Caramelo y Villa del Plata dentro del departamento Rosario, provincia de Santa Fe en las coordenadas 33°07′41″S 60°42′50″O / -33.12806, -60.71389.

## Población
Considerado como una aglomeración urbana por el INDEC desde 2001, cuenta según los resultados del censo 2010 con 414 habitantes, lo que representa un incremento poblacional del 18,29%.
En el anterior censo contaba con 350 habitantes.
| Componente      | Departamento | Censo 2010 | Censo 2001 | Censo 1991 |
| --------------- | ------------ | ---------- | ---------- | ---------- |
| El Caramelo     | Rosario      | 155        | 184        | [ 4 ]      |
| Villa del Plata | Rosario      | 259        | 166        | 61         |
| Total           |              | 414        | 350        | 61         |